# Badminton-Juniorenweltmeisterschaft der Gehörlosen 2023
Die Badminton-Juniorenweltmeisterschaft der Gehörlosen 2023 fand vom 10. bis zum 12. Juli 2023 in Pará de Minas statt. Es war die dritte Austragung der Titelkämpfe.

## Sieger und Platzierte
| Disziplin    | Gold                          | Silber                             | Bronze                                  |
| ------------ | ----------------------------- | ---------------------------------- | --------------------------------------- |
| Herreneinzel | Zeno Baldegger                | Yuki Morimoto                      | Soumyadeep Chakraborty                  |
| Herreneinzel | Zeno Baldegger                | Yuki Morimoto                      | Edmund Teo                              |
| Dameneinzel  | Sofiia Chernomorova           | Aaditya Yadav                      | Jerlin Jayaratchagan                    |
| Dameneinzel  | Sofiia Chernomorova           | Aaditya Yadav                      | Shreya Singla                           |
| Herrendoppel | Zeno Baldegger Marvin Mueller | Soumyadeep Chakraborty Piyush      | Aravindakumara Rajamurthi Edmund Teo    |
| Damendoppel  | Yume Katayama Mai Yakabe      | Jerlin Jayaratchagan Aaditya Yadav | Sofiia Chernomorova Marharyta Pylypchuk |
| Damendoppel  | Yume Katayama Mai Yakabe      | Jerlin Jayaratchagan Aaditya Yadav | Gauranshi Sharma Shreya Singla          |
| Mixed        | Yuki Morimoto Mai Yakabe      | Piyush Shreya Singla               | Vaidas Voroneckis Aurelija Ramaneckaite |
| Mixed        | Yuki Morimoto Mai Yakabe      | Piyush Shreya Singla               | Soumyadeep Chakraborty Gauranshi Sharma |